# 澤山精一郎
澤山 精一郎（さわやま せいいちろう、1950年7月9日 - ）は、日本の実業家。澤山商会社長（1991年～）、駐長崎フランス名誉領事（1995年～2021年）。

## 経歴
1950年、長崎県生まれ。長崎県立長崎東高等学校を経て、1973年に慶應義塾大学工学部管理工学科を卒業後、三井物産に入社。14年間の同社勤務を経て父の病気を機に帰郷し、1988年澤山商会入社、1991年同社社長。同社は船舶代理店業を中心としていたが、澤山はそうした業種が下降気味にあると判断して、三井物産時代の人脈を生かしながら新規事業の開拓にも取り組んだ。現在は澤山グループの代表を務めている。
澤山商会は海運業を通じて明治時代からフランスとの交流を行なっていたこともあり、1995年7月に駐長崎フランス名誉領事となった（2021年1月26日まで在任）。日仏両国の交流に貢献したとして、2004年にフランス国家功労勲章シュヴァリエ、2016年には同勲章オフィシエを受章した。また、長崎通関業会会長を務め公共の利益に尽くしたとして、2016年に藍綬褒章を受章。

## 役職等
- 日本通関業連合会副会長
- 長崎通関業会会長
- 日本関税協会評議員
- 長崎日仏協会顧問
- 茶道裏千家淡交会長崎支部長
- 長崎県ペタンク協会会長